# كيني بيل
كيني بيل (بالإنجليزية: Kenny Bell)‏ هو لاعب كرة قدم أمريكية أمريكي، ولد في 25 فبراير 1992 في بولدر في الولايات المتحدة.

## وصلات خارجية
- كيني بيل على موقع مرجع كرة القدم المحترفة.كوم (الإنجليزية)